# Cassipourea delphinensis
Cassipourea delphinensis är en tvåhjärtbladig växtart som beskrevs av René Paul Raymond Capuron. Cassipourea delphinensis ingår i släktet Cassipourea, och familjen Rhizophoraceae. Inga underarter finns listade i Catalogue of Life.